# Александру-Одобеску (Келераш)
Александру-Одобеску (рум. Alexandru Odobescu) — село у повіті Келераш в Румунії. Адміністративний центр комуни Александру-Одобеску.
Село розташоване на відстані 81 км на схід від Бухареста, 20 км на захід від Келераші, 123 км на захід від Констанци, 148 км на південний захід від Галаца.

## Населення
За даними перепису населення 2002 року у селі проживали 1219 осіб. Усі жителі села рідною мовою назвали румунську.
Національний склад населення села:
| Національність | Кількість осіб | Відсоток |
| -------------- | -------------- | -------- |
| румуни         | 1198           | 98,3%    |
| цигани         | 21             | 1,7%     |